# El vent travessa els Everglades

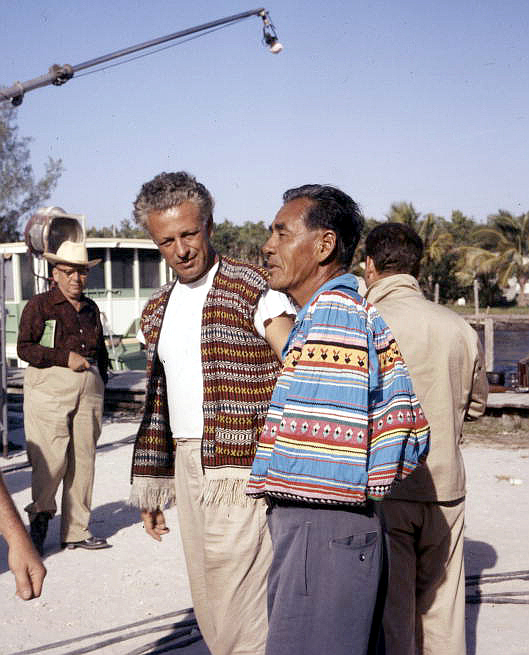
El director Nicholas Ray (esquerra) amb l'actor Cory Osceola durant el rodatge de "El vent travessa els Everglades"

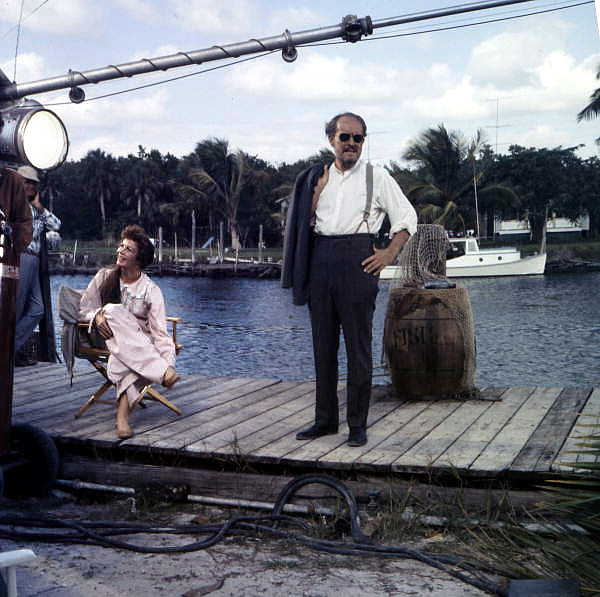
Chana Eden i Emmett Kelly al plató

El vent travessa els Everglades (títol original en anglès Wind Across the Everglades) és una pel·lícula estatunidenca del 1958 dirigida per Nicholas Ray. Ray va ser acomiadat de la pel·lícula abans que s'acabés la producció, i diverses escenes van ser completades pel guionista Budd Schulberg, que també va supervisar el muntatge. Chris Fujiwara va escriure a Turner Classic Movies que la pel·lícula és "una prova àcida per als autors, una d'aquelles pel·lícules especials que, encara que ignorades o menyspreades en la seva majoria, són estimades i defensades ferotgement per aquells que estimen els grans directors nord-americans". Ha estat doblada al català.
La pel·lícula és protagonitzada per Burl Ives, compta amb Christopher Plummer en el seu primer paper principal (i el seu segon paper al cinema en general) i presenta Chana Eden, que interpreta la protagonista, i Peter Falk, que té un paper menor. L'antiga stripper Gypsy Rose Lee i el pallasso de circ Emmett Kelly també es troben en un repartiment inusual.
Va ser filmada en localització al Parc Nacional dels Everglades en Technicolor.

## Trama
Ambientada a principis del segle xx, la pel·lícula segueix un guarda de caça que arriba a Florida amb l'esperança de fer complir les lleis de conservació. Aviat es veu enfrontat a Cottonmouth, el líder d'un grup ferotge de caçadors furtius d'ocells. La pel·lícula es basa en la vida i la mort de Guy Bradley, un primer guarda de caça que el 1905 va ser assassinat per caçador de plomes als Everglades.

## Repartiment
- Burl Ives com a Cottonmouth
- Christopher Plummer com a Walt Murdock
- Gypsy Rose Lee com a Sra. Bradford
- George Voskovec com Aaron Nathanson
- Tony Galento com Beef
- Howard I. Smith com a George Liggett
- Emmett Kelly com a Bigamy Bob
- Pat Henning com Sawdust
- Chana Eden com a Naomi Nathanson
- Curt Conway com a professor
- Peter Falk com a escriptor
- Fred Grossinger com a Slowboy
- Sammy Renick com a perdedor
- Toch Brown com una nota
- Frank Rothe com a Howard Ross Morgan
- MacKinlay Kantor com el jutge Harris
- Cory Osceola com a Billy One-Arm

## Reputació crítica
Com que Ray ha estat acomiadat de la producció abans que s'acabés la pel·lícula, El vent travessa els Everglades ocupa un lloc polèmic en la cinematografia. En una breu ressenya de la pel·lícula, el crític Jonathan Rosenbaum la va descriure com "una mena de test de tornasol per a autoristes".
Després de citar la història editorial de la pel·lícula, Rosenbaum continua dient que "el magistral ús del color i el sentit místic d'igualtat entre els antagonistes de Ray (també evident a Rebel sense causa i Bitter Victory) es fan aquí encara més picants pel seu sentiment per folklore i ètica fora de la llei, així com la seva mise en scene cadenciada." Tot i que va ser elogiada pels seus temes ecològics avançats a la seva època i un paisatge autèntic i inusual, la pel·lícula encara va patir "pirateria editorial i postproducció barata" que va provocar un efecte global d'"un d'aquells desastres de producció que sagna la brillantor en totes les direccions."